# Timothy Kitum
Timothy Kitum, född 20 november 1994, är en kenyansk friidrottare.
Kitum blev olympisk bronsmedaljör på 800 meter vid sommarspelen 2012 i London.